# Яртсааре
Я́ртсааре (ест. Järtsaare küla) — село в Естонії, у волості Вільянді повіту Вільяндімаа.

## Населення
Чисельність населення на 31 грудня 2011 року становила 51 особу.

## Історія
З 19 грудня 1991 до 25 жовтня 2017 року село входило до складу волості Колґа-Яані.